# Neoplasta chrysopleura
Neoplasta chrysopleura is een vliegensoort uit de familie van de dansvliegen (Empididae). De wetenschappelijke naam van de soort is voor het eerst geldig gepubliceerd in 1993 door MacDonald and Turner.